# Robert Badinter
Robert Badinter (Parijs, 30 maart 1928 – aldaar, 9 februari 2024) was een Frans advocaat, hoogleraar, essayist en politicus.
Robert Badinter was vooral bekend als voorzitter van de Staatsraad die vecht voor de re-integratie van gedetineerden en tegen de doodstraf. Als grootzegelbewaarder en minister van Justitie bereikt hij dat deze op 30 september 1981 in Frankrijk wordt afgeschaft. Verder was hij bekend voor de afschaffing van de wettelijke bepalingen die homoseksuele relaties met een minderjarige bestraffen op een leeftijd waarop heteroseksuele relaties wel wettelijk zijn. En ten slotte kennen we hem voor zijn medewerking aan het opstellen van de nieuwe strafwet. Hij was getrouwd met actrice Anne Vernon. In een tweede huwelijk, huwde hij de feministische schrijfster en hoogleraar filosofie Elisabeth Badinter (een van de zes dochters van Marcel Bleustein-Blanchet, stichter van Publicis), met wie hij drie kinderen heeft.

## Biografie
Zijn vader, een Jood afkomstig uit Bessarabië, werd op 9 februari 1943 gearresteerd in Lyon en stierf in het uitroeiingskamp Sobibór. Robert Badinter volgde zijn hogere studies aan de faculteiten Letteren en Rechten aan de universiteit van Parijs, waar hij in 1947 een diploma in de Letteren en in 1948 een diploma in de Rechten behaalde. Hij kreeg een beurs van de Franse regering om in de Verenigde Staten te studeren en behaalde in 1949 zijn licentie in de kunsten aan de Columbia-universiteit.

### Professionele carrière
Toen hij in 1951 terugkeerde naar Frankrijk, werd hij ingeschreven aan de balie van Parijs. Daar begon hij zijn carrière als advocaat als medewerker van Henry Torrès. In 1952 doctoreerde hij in de Rechtsgeleerdheid aan de Franse universiteit met zijn thesis "Les conflits de lois en matière de responsabilité civile dans le droit des États-Unis" (De wetsconflicten over de burgerlijke aansprakelijkheid in het recht van de Verenigde Staten). In 1965 werd hij, als laureaat van het aggregatie-examen in de rechten, lector en daarna hoogleraar aan de faculteit der Rechtsgeleerdheid van Dijon, Besançon en Amiens. In 1974 keerde hij terug naar de Sorbonne in Parijs, waar hij lesgaf tot in 1994. In datzelfde jaar werd hij benoemd tot emeritus hoogleraar.
Parallel met zijn universitaire carrière stichtte hij in 1965 samen met Jean-Denis Bredin het advocatenkantoor Badinter, Bredin en partners. Hij bleef daar tot hij in de regering stapte in 1981. Hij nam onder andere deel aan de verdediging van de ontvoerders van baron Édouard-Jean Empain. Hij was zowel advocaat in zakelijk recht (Boussac, talc Morhange, Empain, Aga Khan enz.) als advocaat gemeen recht.
In 1972 was hij de verdediger van Roger Bontems, maar hij slaagde er niet in om de doodstraf van zijn cliënt, die door de rechter schuldig bevonden was voor de moord op een verpleegster en een bewaker van de gevangenis van Clairvaux, te voorkomen.
Deze gebeurtenis kondigde het begin aan van zijn strijd tegen de doodstraf en de reden waarom hij aanvaardde om Patrick Henry, die in 1976 een jongen van zeven jaar had vermoord, mee te verdedigen. Hij redde Patrick Henry van de doodstraf dankzij zijn pleidooi tegen de doodstraf dat hij in 1977 had gehouden. Deze laatste was veroordeeld tot criminele levenslange opsluiting.
Tevens verdedigde hij de miljardair Christina Von Opel. Op 18 juni 1980 veroordeelde de correctionele kamer van het gerechtshof in Aix-en-Provence haar tot vijf jaar opsluiting voor een drugszaak. Samen met vijf andere vrouwelijke gedetineerden werd ze vrijgesproken op 13 augustus 1981 omdat de president haar gratie verleende op voorstel van Robert Badinter, die op dat moment net minister van Justitie was geworden.
Zijn laatste proces voordat hij minister werd, was dat tegen de negationist Robert Faurisson. Hij liet hem in 1981 voor de rechtbank verschijnen omdat "hij gebrek had aan voorzichtigheid, objectieve bedachtzaamheid en verstandelijke neutraliteit die nodig geacht zijn als onderzoeker" en omdat "hij sommige getuigenissen opzettelijk vervalst had". Dit proces vond plaats nog voor de Gaysott-wet die dateert van 1990 en deze beschouwde het betwisten van een misdaad tegen de menselijkheid door de Internationale militaire rechtbank van Neurenberg als een misdrijf.

### Politieke carrière
Hij begon zijn politieke carrière als minister van Justitie (van 23 juni 1981 tot 18 februari 1986). In deze functie stelde hij op 9 oktober 1981 voor om "in naam van de regering van de Republiek" de doodstraf in Frankrijk af te schaffen. Hij droeg eveneens bij tot verschillende wetsontwerpen die afkomstig zijn van 110 wetsvoorstellen van François Mitterrand. Bijvoorbeeld:
- De afschaffing van uitzonderingsrechtbanken in tijden van vrede zoals de rechtbank van Staatsveiligheid en de rechtbanken van Krijgsmacht;
- De toelating voor iedereen om in beroep te gaan tegen elke veroordeling bij de Commissie en het Europees Hof voor de Rechten van de Mens;
- De versterking van de individuele vrijheden door de afschaffing van de wet die homoseksuele relaties met minderjarigen bestraft voor de leeftijd waarop heteroseksuele relaties gewettigd zijn;
- De toename van de rechten van slachtoffers, door middel van de wet van 5 juli 1985: het creëren van een speciaal systeem dat slachtoffers van verkeersongevallen vergoedt;
- De ontwikkeling van straffen die geen vrijheid ontnemen door de invoering van het dagboetestelsel en werkstraffen voor minderjarigen.

In 1985 bracht hij de commissie voor de herziening van het Strafwetboek terug op gang. Deze werd in 1974 opgericht door Valéry Giscard d'Estaing en werd in 1981 na de verkiezing van François Mitterrand afgeschaft.
François Mitterrand, president van de Franse Republiek, benoemde hem tot voorzitter van de Franse Staatsraad in maart 1986; hij bekleedde deze functie tot maart 1995.
Op 24 september 1995 nam hij de functie van Françoise Seligman over als enige senator van de Parti Socialiste van Hauts-de-Seine.
Op internationaal niveau bestuurde hij de Arbitragecommissie voor de vrede in Joegoslavië (doorgaans Badintercommissie genoemd) die op 27 augustus 1991 door de Europese Gemeenschap in het leven geroepen werd. De Badintercommissie reikte van november 1991 tot januari 1993, samen met vier andere presidenten van het Constitutioneel Europees Hof, vijftien opvattingen aan over de juridische problemen die de afscheiding van deelstaten van Joegoslavië meebracht. Door deze opvattingen kunnen zekere probleemstellingen opgehelderd worden, zoals het bestaan en de erkenning van de staten, de regels voor de opeenvolging van en het respect voor de internationale akkoorden en de afbakening van de grenzen.
In 1991 nam hij deel aan de uitwerking van de Roemeense grondwet.
Sinds 1995 is Robert Badinter voorzitter van het Europese bemiddelings- en arbitragehof van de Organisatie voor Veiligheid en Samenwerking in Europa.
Ten gevolge van gezondheidsproblemen, met name problemen aan het gezichtsvermogen, kondigde hij aan om zich niet opnieuw verkiesbaar te stellen als senator van Hauts-de-Seine. Hij meldde zich uiteindelijk toch aan en werd herverkozen in 2004.
Hij was lid van de raad van bestuur van het Institut français des relations internationales (IFRI). De promotie van de ENA (École nationale d'administration) 2009-2011, draagt zijn naam. Hij was eveneens de naamgever van de promotie 2009 van de ERAGE (École régionale des avocats du Grand Est).

### Overlijden
Badinter overleed in de nacht van 8 op 9 februari 2024 in zijn woonplaats Parijs op 95-jarige leeftijd.

## Belangrijkste politieke acties

### Afschaffing van de doodstraf
Zijn strijd voor de afschaffing van de doodstraf begon daadwerkelijk na de executie van Roger Bontems op 28 november 1972. Bontems was de medeplichtige van Claude Buffet tijdens de gijzeling van een bewaker en een verpleegster in de centrale van Clairvaux. Buffet keelde de bewaker en de verpleegster tijdens de aanval. Gedurende het proces werd ruimschoots erkend dat het Buffet was die de twee moorden had gepleegd, maar toch besloten de juryleden om hen beiden tot de doodstraf te veroordelen. Het feit dat iemand die zelf geen moord had begaan had ter dood veroordeeld werd, stuitte Robert Badinter tegen de borst.
Hoewel hij al een hele tijd voor de afschaffing was (zoals bijvoorbeeld in de jaren 1960 bij zijn deelname aan het programma 'Lecture pour tous' van Pierre Desgraupes en Pierre Dumayet, waar hij zich een hevige tegenstander toonde van de doodstraf), is het deze gebeurtenis die van hem een fanatieke aanhanger van afschaffing van de doodstraf maakte. Dit was dan ook de voornaamste reden waarom hij de verdediging van Patrick Henry op zich nam. In januari 1976 werd de achtjarige Philippe Bertrand ontvoerd. Enkele dagen later ondervroeg de politie Patrick Henry. Deze toonde hun zelf de kleine Philippe die onder zijn bed lag, dood en in een laken gewikkeld. De Franse gemeenschap was nog het meest geschokt door de houding van Henry tijdens het onderzoek vóór zijn uiteindelijke aanhouding. Enkele dagen na de ontvoering van Philippe Bertrand werd Henry namelijk al verdacht door de politie, maar bij gebrek aan bewijs moest hij toen vrijgelaten worden. Vervolgens verkondigde hij in de pers dat kidnappers en kindermoordenaars niets minder dan de doodstraf verdienden. Samen met Robert Bocquillon nam Badinter de verdediging van Henry op zich. Maar in plaats van een kindermoordenaar te verdedigen, maakte Badinter van het proces een strijd tegen de doodstraf. En hij won: Henry werd veroordeeld tot een levenslange gevangenisstraf.
Na een dergelijk vonnis zou men kunnen denken dat geen enkele rechtbank opnieuw een veroordeling tot de doodstraf zou uitspreken in Frankrijk. Dat was niet het geval, maar dit vonnis maakte het wel mogelijk om een echt debat op gang te brengen. Robert Badinter werd hét nieuwe gezicht van de voorstanders van de afschaffing van de doodstraf.
Tussen de rechtszaak van Patrick Henry, veroordeeld in 1977, en de afschaffing van de doodstraf in 1981, werden twee personen geëxecuteerd (Jérôme Carrein en Hamida Djandoubi). Badinter nam actief deel aan de twee presidentiële campagnes van François Mitterrand (die van 1974 en 1981). Deze loyaliteit opende voor hem de deuren naar het Hôtel de Bourvallais als Zegelbewaarder, minister van Justitie van de regeringen van Pierre Mauroy. Met een van zijn eerste wetgevende daden had hij "de eer om, namens de regering van de Republiek, de afschaffing van de doodstraf in Frankrijk te vragen aan de Nationale Vergadering" door het wetsontwerp voor de afschaffing van de doodstraf in Frankrijk voor te stellen en te verdedigen. Dit wetsontwerp werd op 18 september 1981 aangenomen door de Nationale Vergadering, met de linkse meerderheid, maar ook met enkele rechtse stemmen zoals die van Jacques Chirac en Philippe Séguin. De Senaat nam het op 30 september 1981 aan. Op 9 oktober 1981 werd het wetsontwerp opgenomen als wet nr. 81-908 en de volgende dag trad het in werking.
Hoewel de doodstraf in Frankrijk en in het overgrote deel van de Europese landen niet meer bestaat, blijven veel verschillende landen zoals China en de Verenigde Staten deze straf wel toepassen. Daarom zette Robert Badinter zijn strijd voort. Hij was namelijk een van de organisatoren van het eerste Wereldcongres tegen de Doodstraf dat van 21 tot 23 juni 2001 in Straatsburg plaatsvond.
Op 31 december 2006, de dag na de executie van de voormalig Iraakse dictator Saddam Hoessein, stelde Robert Badinter dat deze daad "een grote politieke fout" vormde. Als argument gaf hij in de eerste plaats dat er geen gerechtigheid zou geschieden; de voormalige dictator zou voor zijn vele misdaden niet vervolgd worden. In de tweede plaats voorspelde hij dat deze executie Irak, dat toentertijd al tegen een sombere toekomst aankeek, nog meer zou ontwrichten. Hij verwierp zo het idee dat de dood van Saddam Hoessein "een belangrijke stap voor de democratie" vormde, zoals de Amerikaanse regering van Bush het bestempelde.
Op 7 februari 2007 verdedigde Robert Badinter voor de Senaat een wetsontwerp betreffende de afschaffing van de doodstraf. Het doel was dat dit wetsontwerp ingevoerd zou worden in de Grondwet. Op deze manier zou in Frankrijk via twee verdragen de herinvoering van de doodstraf via één enkele wet onmogelijk worden gemaakt.
De televisiefilm l'Abolition, die in januari en februari 2009 in twee delen op France 2 wordt uitgezonden, gaat over zijn strijd tegen de doodstraf. De film is gebaseerd op zijn twee romans (L'Exécution en l'Abolition). Charles Berling vertolkte de rol van Robert Badinter.

### De legalisering van homoseksuele relaties met jongeren ouder dan 15 jaar
Op voorstel van Robert Badinter en zoals beloofd door François Mitterrand ten tijde van zijn presidentiële campagne van 1981, stemde de Nationale Vergadering op 27 juli 1982 de wet nr. 82-683 van 4 augustus 1982. Deze wet houdt een wijziging van het artikel 331-2 van het Strafwetboek in. Dit artikel, dat opgesteld is onder het Vichyregime, bestrafte alle vrijwillige homoseksuele betrekkingen tussen personen jonger dan 21 jaar, waarvan de leeftijd in 1974 teruggebracht werd tot 18 jaar. Dit terwijl die leeftijd bij heteroseksuele betrekkingen 15 jaar bedroeg. Nog vele andere discriminerende wetten met betrekking tot de geaardheid van personen zullen tijdens zijn jaren als minister van justitie afgeschaft worden.
Naast zijn werk in Frankrijk, startte de voormalige minister van Justitie zijn strijd voor de "universele legalisering van de homoseksualiteit".

### Wet Badinter
De wet van 5 juli 1985 die een soort objectieve aansprakelijkheid in het Franse verkeersrecht invoerde, werd genoemd naar Badinter. Door deze wet kunnen zwakke weggebruikers die gewond raken in het verkeer hun schade verhalen op de burgerlijke aansprakelijkheidsverzekering van een betrokken motorvoertuig.

## Opinies

### Over Tibet en de dalai lama
In 1989 nam Robert Badinter in het bijzijn van de veertiende dalai lama deel aan de televisie-uitzending Apostrophes, die gewijd was aan de rechten van de mens. Robert Badinter noemde het verdwijnen van de Tibetaanse cultuur een "culturele genocide" in Tibet. Hij maakte van de gelegenheid gebruik om het Tibetaanse verzet zonder geweld als voorbeeld te stellen. Vervolgens heeft Robert Badinter de dalai lama verschillende keren ontmoet, met name in 1998 toen hij hem de "kampioen van de mensenrechten" noemde, in 2008 en in 2009 toen hij een toespraak hield tijdens een conferentie in Bercy.

### Toetreding van Turkije tot de Europese Unie
Robert Badinter is tegen de toetreding van Turkije tot de Europese Unie (EU). Volgens hem is Turkije te fier om zich aan te passen aan de regels van het Europese gemeenschapsleven.
Hij is ook van mening dat de geografische ligging van Turkije geen goede zaak is voor de EU, en dat de integratie van het land nooit een van zijn doelen geweest is: "Om welke reden zou Europa gemeenschappelijke grenzen moeten hebben met landen zoals Georgië, Armenië, Syrië, Iran, Irak, het oude Kaukasus, om maar te zeggen de gevaarlijkste regio's op dit moment? Niets in het plan van de stichtvaders voorzag zo'n verspreiding, ik durf niet zeggen uitbreiding!"

### Recht op sterven
Op 30 september 2008 gaf hij in het parlement, in het licht van de legalisering van euthanasie, blijk van zijn scepticisme tegenover de legalisering van de beëindiging van het leven. Hij vindt dat de huidige wetgeving volstaat en verklaart dat "het recht om te leven het eerste van de mensenrechten is [...] en een van de hedendaagse funderingen van de afschaffing van de doodstraf vormt".

### Terbeschikkingstelling
Badinter nam het op tegen de terbeschikkingstelling, die tot doel heeft om in bepaalde gevallen toe te laten dat gevangenen, bij hun vrijlating uit de gevangenis, een gedwongen opname in een psychiatrische instelling moeten ondergaan, waarbij wie wordt opgenomen niet wordt bepaald door de daden die de delinquenten hebben begaan, maar wel door de vaststelling door een psychiater en/of een magistraat gevaarlijk te zijn. Op het ogenblik dat de wet door de Senaat werd aangenomen, benadrukte hij dat ze beter begonnen waren met het wetsontwerp van de strafwet, waarop iedereen met veel ongeduld zat te wachten. Mochten ze in een rustige democratie vertoeven – de onze is namelijk vaak het tegenovergestelde – dan zouden we niet moeten handelen zoals we gedaan hebben na de zaak Evrard. Verschillende gerechtelijke verslaggevers beaamden dat de zaak Evrard uniek was in 30 jaar. Robert Badinter bracht ook de vele kritiek ter sprake die het wetsontwerp teweegbracht, met inbegrip van kritiek op de mensen die de wet ten uitvoer zouden brengen. Op 23 februari 2008 was hij een van de eersten om zich krachtig uit te drukken in de media. Hij had het over de pas genomen beslissing van de Franse president Nicolas Sarkozy. Sarkozy wou de eerste voorzitter van het hof van cassatie raadplegen na de gedeeltelijke afkeuring van de beschikkingen betreffende de terbeschikkingstelling van reeds veroordeelde criminelen. Deze afkeuring was afkomstig van de staatsraad. Hij verklaarde hierover dat het vreemd is om aan de hoogste Franse magistraat middelen te vragen die de beslissing van de Staatsraad kunnen omzeilen, terwijl die beslissing eigenlijk zou moeten worden nageleefd door alle autoriteiten van de Republiek, zoals de Grondwet het voorschrijft.

## Theater
- 1995: C.3.3 van Robert Badinter, geregisseerd door Jorge Lavelli, Théâtre national de la Colline
- 2013: Claude, opera van Thierry Escaich op een libretto van Robert Badinter naar de novelle Claude Gueux van Victor Hugo, geregisseerd door Olivier Py, Opéra de Lyon

## Publicaties
- 1952: Les Conflits de lois en matière de responsabilité civile dans le droit des États-Unis, proefschrift over het recht, Parijs
- 1973: L'Exécution: geschiedenis van het proces van Claude Buffet en Roger Bontems
- 1988: Condorcet, un intellectuel en politique, met Élisabeth Badinter
- 1989: Une autre justice
- 1989: Libres et égaux: l’émancipation des Juifs (1789-1791)
- 1991: Présence de Beccaria, als inleiding op  Des délits et des peines van Cesare Beccaria uitgegeven door GF (Garnier Frères)
- 1992: La Prison républicaine, 1871-1914
- 1995: C.3.3 – Oscar Wilde ou l’injustice
- 1997: Un antisémitisme ordinaire
- 2000: L'Abolition: verhaal over zijn strijd tegen de doodstraf in Frankrijk
- 2002: Une constitution européenne
- 2003: Le Rôle du juge dans la société moderne
- 2004: Le Plus Grand Bien: ter gelegenheid van de tweehonderdste verjaardag van het Burgerlijk Wetboek
- 2006: Contre la peine de mort
- 2009: L’Imparfait
- 2011: Les épines et les roses

## Onderscheidingen
- 2003: doctor honoris causa van de universiteit van Zagreb.
- 2009: de esplanade Robert-Badinter, die zich in de stad Périgueux bevindt (de voormalige esplanade du Théâtre), is de eerste openbare ruimte die zijn naam draagt. Ze werd in zijn aanwezigheid officieel geopend op 25 september 2009. Op die manier behoort hij tot de besloten cirkel van belangrijke persoonlijkheden die al tijdens hun leven een openbare ruimte op hun naam hebben staan.
- 2009: doctor honoris causa van de Universiteit van Neuchâtel.